# NGC 1246
NGC 1246 je galaksija u zviježđu Sat.

## Vanjske poveznice
- SEDS: NGC 1246